# Charadrahyla chaneque

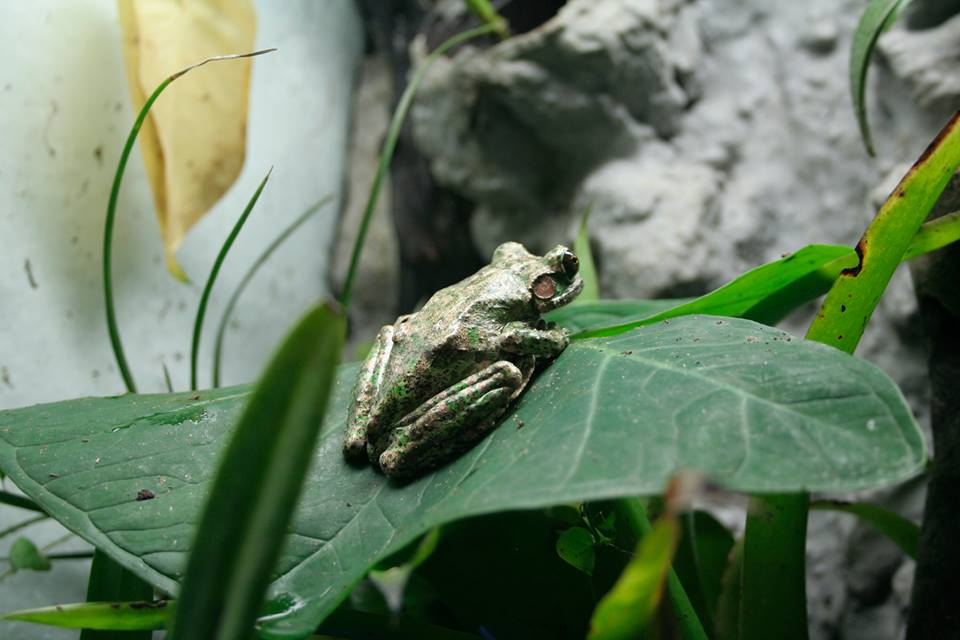
Imagem de uma rã-fada.

A rã-fada (Charadrahyla chaneque) é uma espécie de rã da família Hylidae endêmica do México. Os seus habitats naturais são: florestas subtropicais ou tropicais úmidas de baixa altitude, florestas subtropicais ou tropicais úmidas de montanha e rios. Está ameaçada por perda do habitat.